# Jos Pronk (schaatser)
Jos Pronk (26 juni 1948) is een voormalige Nederlandse langebaan- en marathonschaatser. 

## Carrière
Pronk behaalde zijn grootste succes op 15 januari 1987 met een overwinning in de natuurijsklassieker de USA Marathon. Ook won Pronk het Natuurijsklassement van het winterseizoen 1990-1991 en een 3e plaats bij de Nederlandse kampioenschappen marathonschaatsen op natuurijs op 7 februari 1991.

## Resultaten
| jaar | USA Marathon | NK marathon natuurijs |
| ---- | ------------ | --------------------- |
| 1987 | Goud         |                       |
| 1991 |              | Brons                 |

## Persoonlijke records
Pronk bereikte de volgende persoonlijke records:
| Afstand      | Tijd     | Datum            | Baan       |
| ------------ | -------- | ---------------- | ---------- |
| 500 meter    | 43,0     | 31 oktober 1978  | Alkmaar    |
| 1000 meter   | 1.29,2   | 20 november 1977 | Alkmaar    |
| 1500 meter   | 2.06,96  | 12 februari 1984 | Inzell     |
| 3000 meter   | 4.21,6   | 14 januari 1979  | Groningen  |
| 5000 meter   | 7.18,99  | 12 februari 1984 | Inzell     |
| 10.000 meter | 14.43,68 | 7 januari 1990   | Heerenveen |